# Яків Улізко
Улізко Яків (Яків Петренко) († після 1696) — український військовий та політичний діяч, козак, полковник та суддя в період Руїни.

## Життєпис
Дата народження Якова Улізка залишається невідомою. Відомо лише, що він народився у місті Корсуні Канівського повіту Київського воєводства. Ім’я батька зафіксоване як Петро, що дає підстави вважати, що його повне ім’я — Яків Петренко. Соціальне походження Улізка невідоме.
За Реєстром 1649 року був записаний до сотні Марка Бажаненка Корсунського полку під ім’ям Яцько Петренко. У 1654—1655 роках обіймав посаду військового судді у війську Івана Золотаренка під час походів на Білорусь. 
З 1659 по 1665 рік був полковником Корсунського полку. 7 жовтня 1659 року брав участь у козацькій раді на річці Росаві, де було обрано гетьманом Юрія Хмельницького. У 1660 році разом із ним перейшов на польський бік, що призвело до втрати посади корсунського полковника у 1661 році. Проте у 1664 році знову був обраний на цю посаду та брав участь у поході короля Яна ІІ Казимира на Лівобережжя. У 1665 році потрапив до московського полону.
У 1674 році обійняв посаду генерального судді при гетьмані Петру Дорошенку. Пізніше перейшов на службу до Івана Самойловича, переселився на Лівобережжя до Стародубського полку, де у 1676—1678 роках був стародубським полковим суддею та отримав у володіння село Яцьковичі.
Востаннє згадується у документах 1696 року як стародубський наказний полковник, що виконував обов’язки замість полковника Михайла Андрійовича Миклашевського.
Яків Улізко мав двох синів — Тимофія та Степана. Тимофій (Тиміш) Улізко був стародубським полковим хорунжим у 1686—1687 роках, помер у 1720 році. Нащадки Якова Улізка залишалися серед стародубської старшини, а згодом увійшли до складу чернігівського та полтавського дворянства.